# Boettgerilla pallens
Boettgerilla pallens (лат.) — инвазионный вид наземных лёгочных моллюсков семейства Boettgerillidae Goethem, 1972.

## Описание
Слизни длиной от 20 до 45 мм, в движении могут растягиваться до 60 мм. Червеобразно-цилиндрическое тело имеет светло-серую, голубовато-серую или пепельно-стальную окраску. Верхняя часть тела более тёмная. Молодые слизни светлоокрашены, иногда с розовым оттенком. В радуле насчитывается 94 зубов.

## Образ жизни
В пределах исходного ареала вид обитает горные леса. Встречается под камнями и в лесной подстилке. В Европе встречен в разнообразных местообитаниях как в открытом грунте, так и в оранжереях.
Питается детритом, клубнями растений и фруктами, микроорганизмами, мицелием грибов, яйцами других брюхоногих моллюсков, улитками среднего размера и, возможно, другими беспозвоночными. В отличие от других слизней не причиняет вред культурным растениям. Длительно культивировать в условиях неволи не получается.
Делает несколько кладок от 1 до 4 яиц в каждой. Продолжительность эмбрионального развития 20-22 дня.

## Распространение
Родиной этого вида является Западный Казвказ и он был длительное время известен только по одному экземпляру. В 1959 году Анжей Виктор нашёл его в Польше. Эти экземпляры отличались от описания сделанного Генрихом Симротом, поэтому он описал их как самостоятельный вид Boettgerilla vermiformis. После сравнения с голотипом, Виктор признал это название синонимом Boettgerilla pallens. Позднее этот вид обнаружен также во многих других странах Европы, в Северной и Южной Америке (Колумбия). Имеются сообщения о находках раковин Boettgerilla pallens в плейстоценовых отложениях Германии.